# Жанатан (Оренбургская область)
Жанатан — аул в Кувандыкском городском округе Оренбургской области.

## География
Расположен на расстоянии примерно 28 километров по прямой на юг от окружного центра города Кувандык.

## Климат
Климат умеренно-континентальный. Времена года выражены чётко. Среднегодовая температура от +4,0 °C до +4,8 °C. Самый холодный месяц года — январь, среднемесячная температура около −20,5…−35 °C. Атмосферных осадков за год выпадает от 300 до 450—550 мм, причём большая часть приходится на весенне-летний период (около 70 %). Снежный покров довольно устойчив, продолжительность его, в среднем, 150 дней.

## История
Основан в 1930-31 году как центр организованного казахского колхоза. Колхоз первоначально назвали «Жанатан», что в переводе означает «новый закон, новая жизнь». Затем в 1937 году был переименован в колхоз «Кзыл-Юлдуз» или «Кзыл- Жулдуз» (в переводе на русский означает: «Красная звезда».). В 1957 году колхоз в ауле Жанатан был реорганизован в одно из отделений совхоза «Кувандыкский». До 2016 года входил в состав Уральского сельсовета Кувандыкского района, после преобразований обоих муниципальных образований является рядовым населённым пунктом Кувандыкского городского округа.

## Население
Постоянное население составляло 198 человек в 2002 году (казахи 84 %), 104 в 2010 году.